# Gebrüder Mertens
Walter (* 1885; † 1943) und Oskar Mertens (* 1887; † 1976) waren Schweizer Gartenarchitekten. Unter dem Namen Gebrüder Mertens betrieben sie von 1907 bis 1944 in Zürich eine Gartenbaufirma. Neben Gustav Ammann und Johannes Schweizer gehörten sie zu den wichtigsten Vertretern des Architekturgartens in der Schweiz, bevor sie sich in den 1930er Jahren dem Wohngartenstil zuwendeten.

## Leben

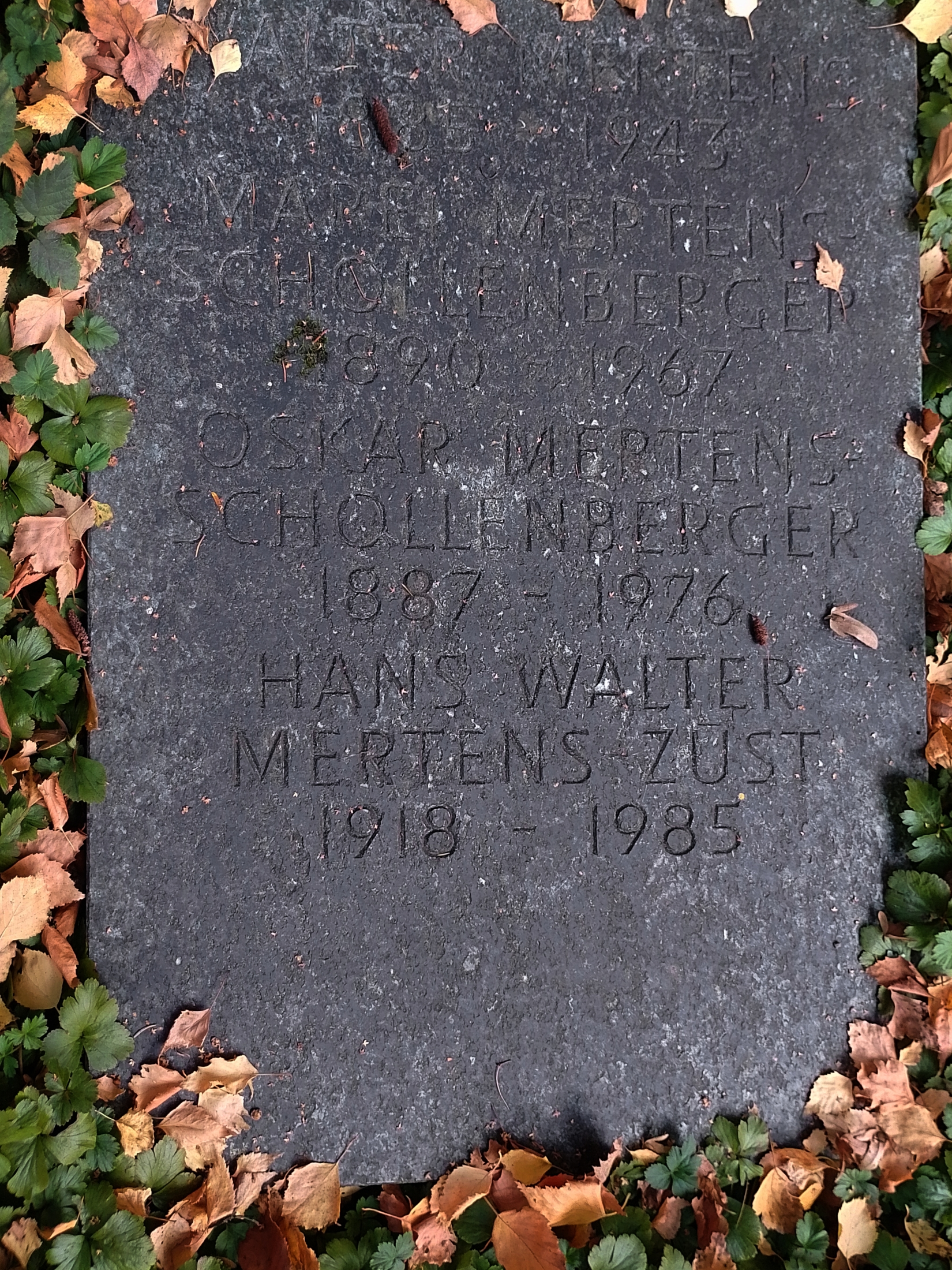
Grab, Friedhof Enzenbühl, Zürich

Walter und Oskar Mertens waren Söhne des Schweizer Gartenarchitekten Evariste Mertens, der unter anderem an der Ausführung der Zürcher Quaianlagen massgeblich beteiligt war und seit 1889 in Zürich eine Gartenbaufirma betrieb.
Die beiden traten in die Fussstapfen ihres Vaters: Der Ältere, Walter Mertens, besuchte die Gartenbauschule Châtelaine bei Genf und absolvierte ein Praktikum in England. Der um zwei Jahre jüngere Oskar begann sein Studium an der Eidgenössischen Technischen Hochschule in Zürich, absolvierte Praktika in Frankreich, Holland und England, bevor er seine Ausbildung an der Kunstgewerbeschule in Düsseldorf bei Peter Behrens abschloss. Nach dem Tod ihres Vaters übernahmen die beiden Brüder den väterlichen Betrieb, wobei Oskar Mertens als Geschäftsführer amtete. Daneben war Oskar Mertens von 1913 bis 1940 Lehrer für Gartenbau an der Gartenbauschule in Niederlenz. 
Walter Mertens war mit der Schweizer Künstlerin Hedi Mertens verheiratet. Walter und Oskar Mertens fanden ihre letzte Ruhestätte auf dem Zürcher Friedhof Enzenbühl.

## Tätigkeit als Gartenarchitekten
Die Gebrüder Mertens planten und führten eine Reihe von architektonischen Gestaltungen für öffentliche und private Auftraggeber aus. Neben zahlreichen Ausstellungsgärten, wie zum Beispiel Gärten für die Schweizerische Landesausstellungen 1914 in Bern und 1939 in Zürich, realisierten sie in den Villenquartieren verschiedener Städte prunkvolle Gartenanlagen, wie z. B. 1916 den Garten der Villa Bomonti in Bern und den Garten de Groot in Zürich. Daneben wurden sie von namhaften Architekten, u. a. von Karl Moser, für die Gartengestaltung der damaligen Repräsentationsbauten wie der Universität Zürich beigezogen. Ab 1930 folgten die Gebrüder Mertens der Entwicklung zum Wohngarten und setzten sich vermehrt mit der Landschaftsplanung auseinander. Aus dieser Zeit stammt beispielsweise die Uferliniengestaltung des Sihlsees.

## Werke
- Garten der Villa Tobler in Zürich-Altstadt, 1913
- Ausstellungsgarten für die Schweizerische Landesausstellung 1914 in Bern
- Umgebungsgestaltung der Universität Zürich, 1914
- Garten der Villa Bomonti in Bern, 1916
- Garten de Groot in Zürich, 1916
- Ausstellungsgarten für die Schweizer Werkbundausstellung 1918 in Zürich
- Ausstellungsgarten für die Zürcher Gartenbauausstellung ZÜGA 1933
- Uferliniengestaltung des Sihlsees (1937 entstanden durch Stauung der Sihl)
- Ausstellungsgarten für die Schweizerische Landesausstellung 1939 in Zürich (Landi)